# Jules Charpentier
Jules Charles Charpentier (Livry-Louvercy, 5 marzo 1879 – 27 gennaio 1932) è stato un tiratore a volo francese.
Partecipò alle Olimpiadi 1900 di Parigi dove arrivò settimo nella gara di fossa olimpica.